# Gare du port extérieur d'Emden
La gare du port extérieur d'Emden est une gare portuaire de la ville d'Emden en Frise-Orientale en Basse-Saxe .

## Localisation et infrastructure
La gare dispose d'une voie à quai, ainsi que de plusieurs voies de manœuvre et de raccordement des Ports de Basse-Saxe (de) GmbH & Co KG. Il sert de feeder pour le ferry pour Borkum et est donc situé à proximité immédiate du quai Borkum du port d'Emden (de). La gare portuaire est reliée à la gare centrale d'Emden par une ligne secondaire (de) à voie unique. Tous les trains en provenance de Leer vers la gare portuaire doivent changer de direction à la gare centrale. En juin 2006, d'importants travaux de modernisation de la gare et de la ligne sont achevés et la ligne est depuis électrifiée.

## Service

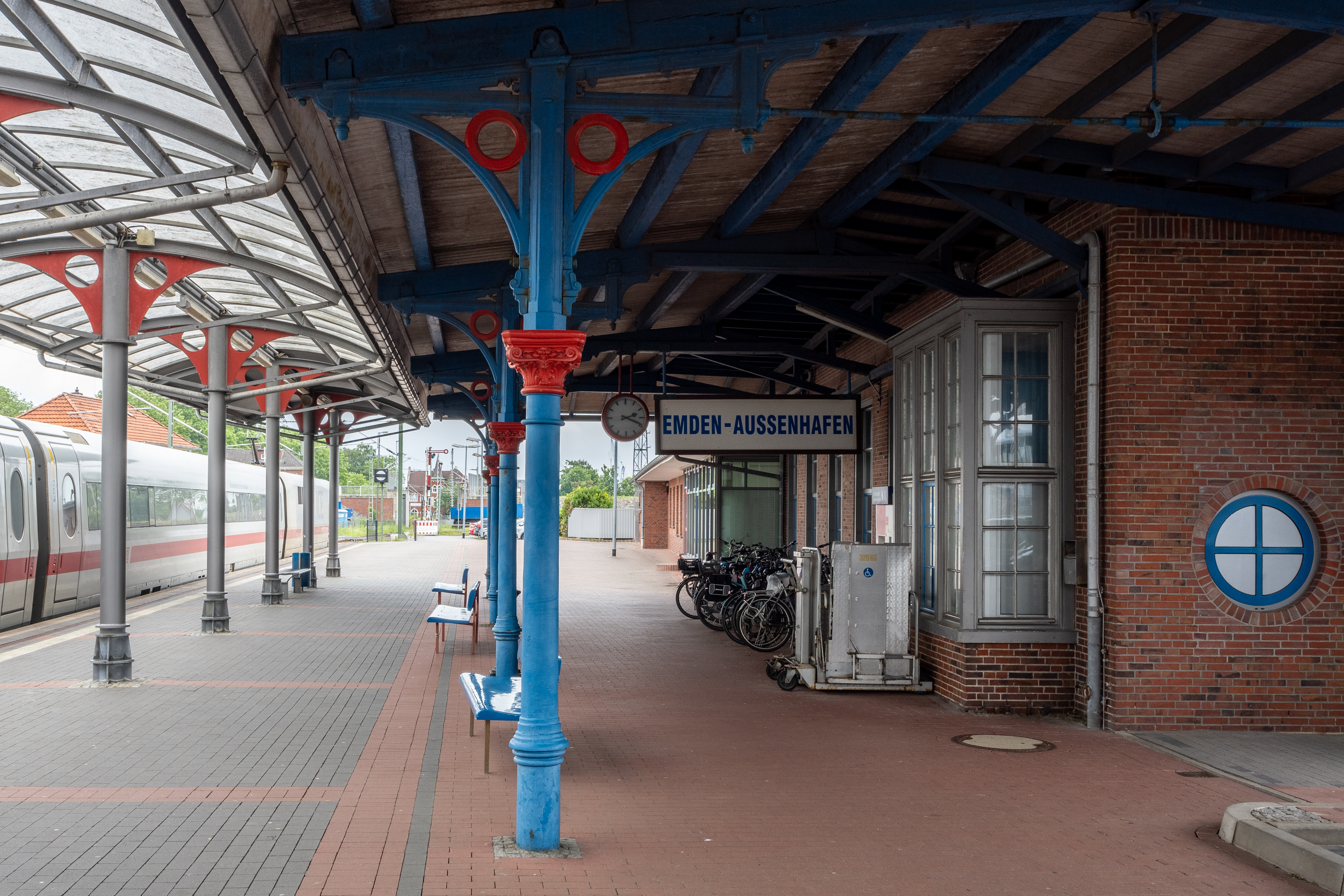
Gare ICE d'Emden-Port-Extérieur

Dans le trafic ferroviaire voyageurs longue distance, la gare est desservie quotidiennement par un train Intercity de la ligne 56 dans chaque sens. Le train part de Leipzig pour l'aller et passe par Halle, Magdebourg, Hanovre et Brême jusqu'à Emden. Dans le sens inverse, le train passe par Brême, Hanovre, Magdebourg et Berlin jusqu'à Cottbus (de). Les deux trains peuvent être utilisés entre Brême et Emden avec des billets de transports locaux. De plus, des trains ICE et IC individuels de la ligne 35 en provenance de Coblence via Cologne, Duisbourg, Gelsenkirchen et Münster desservent la gare de façon saisonnière. Ces trains peuvent également être utilisés depuis Leer au tarif du transport local. La gare est également desservie par des trains individuels de la ligne express régionale RE 15 Münster–Rheine–Leer–Emden des Chemins de fer de Westphalie (de) .
Un bus urbain d'Emden circule toutes les heures de la gare centrale au quartier Conrebbersweg. En outre, les bus sont exploités par Weser-Ems-Bus GmbH.
| Ligne                       | Itinéraire | Fréquence           | Opérateur                         |
| --------------------------- | --- | ------------------- | --------------------------------- |
| IC 35                       | Port extérieur d'Emden - Emden – Münster – Gelsenkirchen – Oberhausen – Duisbourg – Düsseldorf – Cologne (– Bonn – Coblence ) | trains individuels  | Transport longue distance DB      |
| IC 56                       | Port extérieur d'Emden – Emden – Oldenbourg – Brême – Hanovre – Brunswick – Magdebourg – Leipzig / Potsdam - Berlin – Gare de l'Est de Berlin – Cottbus (de) | une paire de trains | Transport longue distance DB      |
| RE 15                       | Emsland Express : (Port extérieur d'Emden –)* Gare centrale d'Emden – Leer – Papenbourg – Aschendorf – Dörpen – Lathen – Haren (Ems) – Meppen – Geeste – Lingen (de) – Leschede – Salzbergen – Rheine – (Rheine-Mesum –)* Emsdetten (de) – ( Reckenfeld –)* Greven (← Münster centre Nord )* – Gare centrale de Münster * mouvements individuels uniquement Statut : Changement d'horaire décembre 2021 | 60 minutes          | Chemins de fer de Westphalie (de) |
| En date du 12 décembre 2021 | |                     |                                   |